# Gare de Nakina
La  gare de Nakina à Nakina dans la ville de Greenstone est desservie par Le Canadien de Via Rail Canada. C'est une gare patrimoniale.

## Trains intercités
| Origine   | Arrêt précédent | Train | Train       | Train | Arrêt suivant | Destination      |
| --------- | --------------- | ----- | ----------- | ----- | ------------- | ---------------- |
| Vancouver | Auden           |       | Le Canadien |       | Longlac       | Union de Toronto |